# 遂安郡 (黃海北道)
遂安郡（：／ Suan gun */?）是朝鮮民主主義人民共和國黃海北道東部的一個郡，位於禮成江上游。2008年人口76,890人。下分1邑、1勞動者區、17里。